# S100A3
S100A3 (англ. S100 calcium binding protein A3) – білок, який кодується однойменним геном, розташованим у людей на короткому плечі 1-ї хромосоми. Довжина поліпептидного ланцюга білка становить 101 амінокислот, а молекулярна маса — 11 713.
| 10         |  | 20         |  | 30         |  | 40         |  | 50         |
| ---------- |  | ---------- |  | ---------- |  | ---------- |  | ---------- |
| MARPLEQAVA |  | AIVCTFQEYA |  | GRCGDKYKLC |  | QAELKELLQK |  | ELATWTPTEF |
| RECDYNKFMS |  | VLDTNKDCEV |  | DFVEYVRSLA |  | CLCLYCHEYF |  | KDCPSEPPCS |
| Q          |  |            |  |            |  |            |  |            |

A: Аланін

C: Цистеїн

D: Аспарагінова кислота

E: Глутамінова кислота

F: Фенілаланін

G: Гліцин

H: Гістидин

I: Ізолейцин

K: Лізин

L: Лейцин

M: Метіонін

N: Аспарагін

P: Пролін

Q: Глутамін

R: Аргінін

S: Серин

T: Треонін

V: Валін

W: Триптофан

Задіяний у такому біологічному процесі як поліморфізм. 
Білок має сайт для зв'язування з іонами металів, іоном цинку, іоном кальцію. 
Локалізований у цитоплазмі.